# Низам аль-Мульк
Абу Али аль-Хасан ибн Али ибн Исхак ат-Туси (перс. ابوعلی حسن بن علی بن اسحاق طوسی‎) более известный под титулом Низа́м аль-Мульк (نظام‌الملک — «Порядок Царства») (1018 или 1019/1020, близ Туса, Хорасан — 14 октября 1092, близ Нехавенда) — персидский государственный деятель на службе у сельджукских султанов, один из выдающихся деятелей средневекового мусульманского Востока.

## Биография
Согласно большинству источников, родился в 1018 году в деревне Радкан близ города Тус в Хорасане в эпоху Газневидов, в семье крупного землевладельца. В 1059 году стал администратором Хорасана.
В 1063 году он занял пост визиря и сохранял эту должность на протяжении правления Алп-Арслана (1063—1072) и Мелик-шаха I (1072—1092). Являлся приверженцем традиции сильного централизованного государства. Ему приписывается трактат «Книга о правлении» (Сиасет-намэ; другое название «Жития царей», Сийар аль-мулук, старейшая рукопись XIII века). В этом знаменитом трактате изложена мусульманская доктрина управления государством, основанная на исламской справедливости и бюрократической централизации. Пользовался большим авторитетом и властью, содействовал сплочению Сельджукидов и арабских халифов Багдада — Аббасидов и противостоянию Фатимидам и Буидам.
Основал ряд высших школ — медресе, ставших известными как Низамия. Наиболее знаменитым из них было багдадское, где преподавал аль-Газали.
Низам аль-Мульк вёл неустанную борьбу против персидских исмаилитов, в которых справедливо видел угрозу сельджукскому государству. Ещё в 1080-е он приказал схватить исмаилитского проповедника (да’и) Хасана ибн Саббаха. Хасан избежал ареста, а затем укрепил своё положение, захватив крепость Аламут близ Казвина. Считая Низам аль-Мулька своим главным врагом, Хасан ибн Саббах послал добровольца из своих сторонников для того, чтобы устранить визиря.
Он правил 30 лет, восстановил центральную администрацию и наладил сбор налогов. Низам аль-Мульк уменьшал размеры налогов. Под давлением кочевников вынужден был ввести некоторые новые повинности, в том числе право постоя воинов в крестьянских домах с предоставлением им пищи и фуража.
14 октября 1092 года в селении Сахна близ Нехавенда некий Бу Тахир Аррани под видом суфия подошёл к паланкину Низам аль-Мулька на пути из Исфахана в Багдад и нанёс тому ножом смертельную рану. Ответственность возложили на исмаилитов, однако не исключено участие придворной клики во главе с женой султана Туркен-хатун и соперником Тадж аль-Мульк. Указанная здесь и в других источниках дата убийства ни по пролептическому, ни по юлианскому календарям не совпадает с двумя другими распространёнными датами: "в ночь на понедельник 22 мухаррама 460 года хиджры в возрасте 75 лет" и "его убийство произошло 10-го числа Рамадана 485 года хиджры. Через двадцать дней после его смерти подозрительно умер и Малек Шах".